# Youth Cup kobiet w kombinacji norweskiej 2022/2023
Sezon 2022/2023 Youth Cup kobiet w kombinacji norweskiej. Rywalizacja rozpoczęła się 2 września 2022 w austriackim Tschagguns, natomiast zakończyła się 8 stycznia 2023 w czeskim Harrachovie.
W grupie Youth I w sezonie 2022/2023 startowały zawodniczki urodzone w latach 2008-2010, natomiast w grupie Youth II zawodniczki urodzone w latach 2005-2007.

## Kalendarz i wyniki Youth I
| Lp. | Data            | Miejscowość | Konkurencja           | 1. miejsce          | 2. miejsce          | 3. miejsce             |
| --- | --------------- | ----------- | --------------------- | ------------------- | ------------------- | ---------------------- |
| 1.  | 2 września 2022 | Tschagguns  | Gundersen HS66/2,4 km | Emilia Vidgren      | Anna-Sophia Gredler | Giulia Belz            |
| 2.  | 3 września 2022 | Tschagguns  | Gundersen HS66/3,3 km | Anna-Sophia Gredler | Emilia Vidgren      | Anna Brandner          |
| 3.  | 7 stycznia 2023 | Harrachov   | Gundersen HS73/3 km   | Anna-Sophia Gredler | Fabienne Klumpp     | Mara-Jolie Schlossarek |
| 4.  | 8 stycznia 2023 | Harrachov   | Gundersen HS73/2 km   | Anna-Sophia Gredler | Fabienne Klumpp     | Katharina Gruber       |

## Kalendarz i wyniki Youth II
| Lp. | Data            | Miejscowość | Konkurencja           | 1. miejsce     | 2. miejsce     | 3. miejsce    |
| --- | --------------- | ----------- | --------------------- | -------------- | -------------- | ------------- |
| 1.  | 2 września 2022 | Tschagguns  | Gundersen HS66/2,4 km | Kjersti Græsli | Greta Pinzani  | Zala Mihelčič |
| 2.  | 3 września 2022 | Tschagguns  | Gundersen HS66/3,3 km | Ingrid Laate   | Kjersti Græsli | Brina Sušnik  |
| 3.  | 7 stycznia 2023 | Harrachov   | Gundersen HS73/3 km   | Ingrid Laate   | Brina Sušnik   | Zala Mihelčič |
| 4.  | 8 stycznia 2023 | Harrachov   | Gundersen HS73/2 km   | Ingrid Laate   | Brina Sušnik   | Zala Mihelčič |

## Klasyfikacje
| Lp. | Zawodnik               | Punkty |
| --- | ---------------------- | ------ |
| 1.  | Anna-Sophia Gredler    | 380    |
| 2.  | Emilia Vidgren         | 225    |
| 3.  | Katharina Gruber       | 182    |
| 4.  | Anna Brandner          | 178    |
| 5.  | Mara-Jolie Schlossarek | 177    |
| 6.  | Heta Hirvonen          | 161    |
| 7.  | Fabienne Klumpp        | 160    |
| 8.  | Ludovica Del Bianco    | 130    |
| 9.  | Nora Helene Evans      | 104    |
| 10. | Eva-Maria Holzer       | 94     |

| Lp. | Zawodnik           | Punkty |
| --- | ------------------ | ------ |
| 1.  | Ingrid Laate       | 345    |
| 2.  | Brina Sušnik       | 249    |
| 3.  | Zala Mihelčič      | 209    |
| 4.  | Kjersti Græsli     | 180    |
| 5.  | Greta Pinzani      | 130    |
| 6.  | Karolína Horká     | 100    |
| 7.  | Sofia Eggensberger | 86     |
| 8.  | Thea Häckel        | 85     |
| 9.  | Teja Pavec         | 76     |
| 10. | Justine Mengin     | 52     |
| =   | Oriane Didier      | 52     |